# Mondial du deux roues

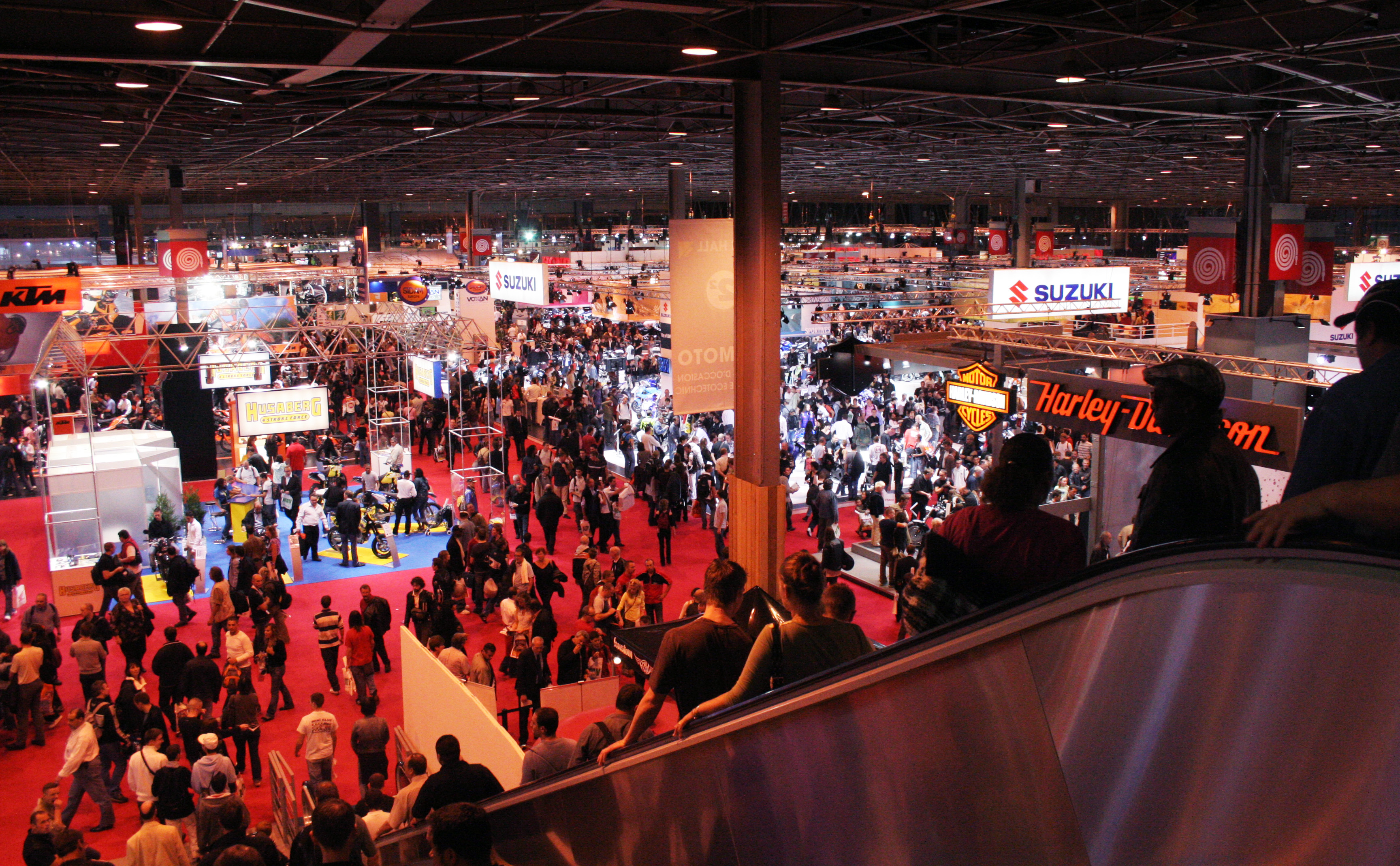
Autosalon v roce 2007

Mondial du deux roues (česky Svět dvou kol) je mezinárodní autosalon zaměřený na motocykly, který se koná každé dva roky v Paříži zhruba třetí týden v říjnu na Výstavišti Porte de Versailles na výstavní ploše 80 000 m2. V roce 2007 autosalon navštívilo 383 487 návštěvníků.
Pro výrobce je tato výstava především ukázkou jejich dovednosti. Více než obchodní jednání se přehlídka stala příležitostí představit veřejnosti nové modely, vývoj technologií a vše, co podporuje image každé značky. Výstava proto často ukazuje prototypy a závodní motocykly.